# Maffeo Tasso

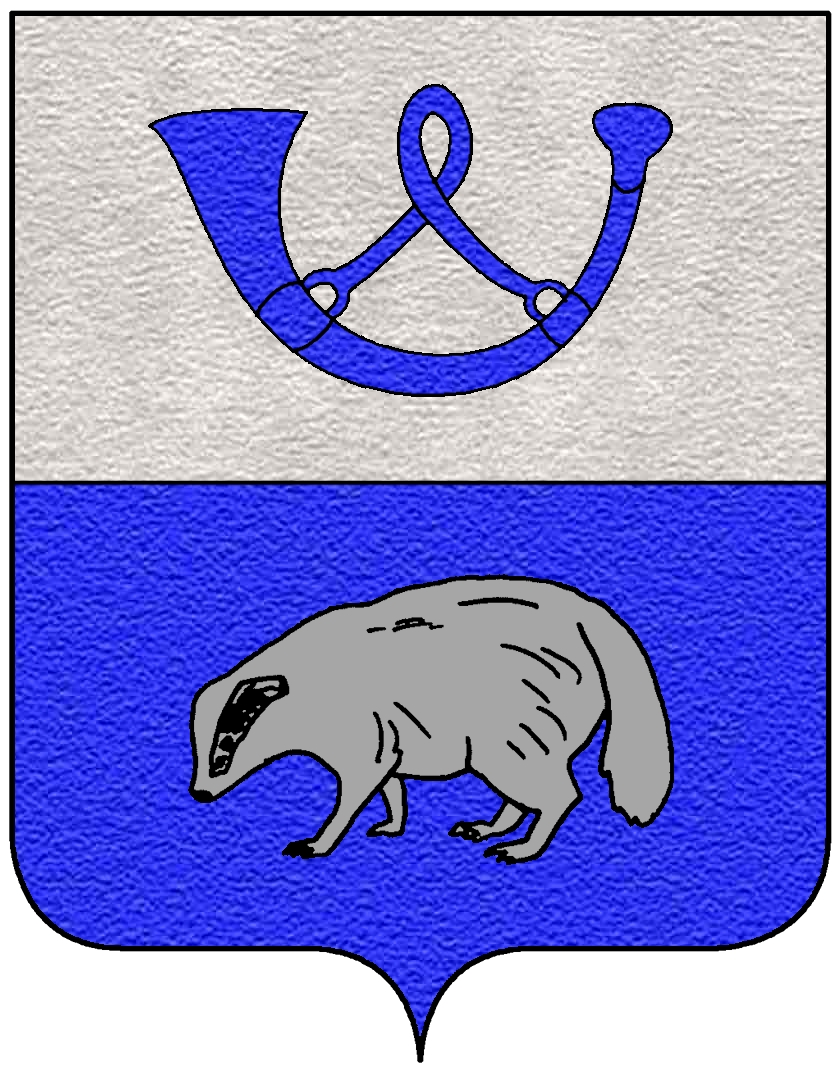
Stemma dei Tasso

Maffeo Tasso (Camerata Cornello, 1520 circa – 1577) fu un importante esponente della famiglia Tasso impegnata nel servizio postale .

## Biografia
Maffeo Tasso era figlio di Cristina Raspis e di Luigi nonché nipote di Guarisco I detto il Rosso.. Luigi risulta essere presente in val Brembana a Dossena nel 1508 indicato in un atto di vendita il 15 marzo rogato dal notaio Giovanni Antonio Raspis, suo suocero. Era al servizio della Serenissima per il servizio postale sui domini di Terraferma. Questo risulta da una pergamena del 1547 che riporta: «Mapheo q. dom. Aòoysii de Taxis de Bretis, cursoris Sancti Marci».

Luigi Tasso fece testamento il 26 giugno 1525 a Bretto, nel palazzo di proprietà rogato dal notaio Raspis. Il testamento permette la ricostruzione delle diverse proprietà che la famiglia aveva nella frazione di Camerata Cornello. Il testamento indica la volontà del soggetto d'essere sepolto nel cimitero presso la piccola chiesa di San Ludovico. Cita come eredi universali i figli maschi: Marc'Antonio, Maffeo, Guarisco, Bartolomeo e Giovanni Agostino, e un lascito di 200 ducati d'oro alle figlie Giovannina, Ludovica e Diana, da ricevere solo se avessero contratto matrimonio o se si avessero scelto la vita monastica. Nel testamento Luigi non dimenticò altri parenti, come la vedova del fratello Maffeo, e le istituzioni civili e religiose con un lascito per l'acquisto di cera per le candele per le chiese del territorio.
Se Luigi risulta benestante grazie alla probabile attività del servizio postale, sicuramente Maffeo sviluppò questo lavoro, risulta infatti che fece il corriere delle poste per tutta la sua vita per la Serenissima, anche se era un'attività rischiosa:
(Mariegola della Compagnia dei corrieri della Serenissima Signoria-13 febbraio 1549)
Maffeo fu sicuramente il primo dei Tasso di Bretto a lavorare come corriere postale per la Serenissima, risulta infatti presente tra i 32 componenti la Compagnia dei Corrieri Veneti tra il 1549 e il 1572 e citato nelle delibere che sono registrate nella Mariegola, lo statuto delle associazioni di arte e mestieri di Venezia. Fu quindi importante la sua presenza nelle riunioni che definirono quelle che divennero le regole e regolamenti della corporazione.
Con Maffeo la famiglia Tasso di Bretto iniziò a trasferirsi sia a Bergamo che a Venezia, risulta infatti la presenza della famiglia nella vicinia di sant'Eufemia, e in quella vicino di san Cassiano poste nella parte alta della città orobica. Solo successivamente la famiglia acquisterà il palazzo in via Pignolo.
Maffeo Tasso morì nel 1577 e fu sostituito dal figlio Gio. Battista che viene indicato come maestro dei corrieri.